# Godyr
Godyr là một tổng thuộc  tỉnh Sanguié ở miền trung Burkina Faso. Thủ phủ là thị xã Godyr. Dân số năm 2006 là 19.319 người.

## Các thị xã và làng xã
Bissou, Boho, Delba, Demapouin, Gourou, Kandarzana, Kocore, Konega, Kontigué, Napouan, Semaga, Sienne, Tienlour vàg Zolo.